# Дріуліс Гонсалес
Дріуліс Гонсалес  (ісп. Driulys González, 21 вересня 1973) — кубинська дзюдоїстка, олімпійська чемпіонка.

## Виступи на Олімпіадах
| Олімпіада      | Дисципліна                    | Місце |
| -------------- | ----------------------------- | ----- |
| Барселона 1992 | дзюдо, легка категорія        | 3T    |
| Атланта 1996   | дзюдо, легка категорія        | 1     |
| Сідней 2000    | дзюдо, легка категорія        | 2     |
| Афіни 2004     | дзюдо, напівсередня категорія | 3T    |
| Пекін 2008     | дзюдо, напівсередня категорія | 5T    |